# Rudboda gård

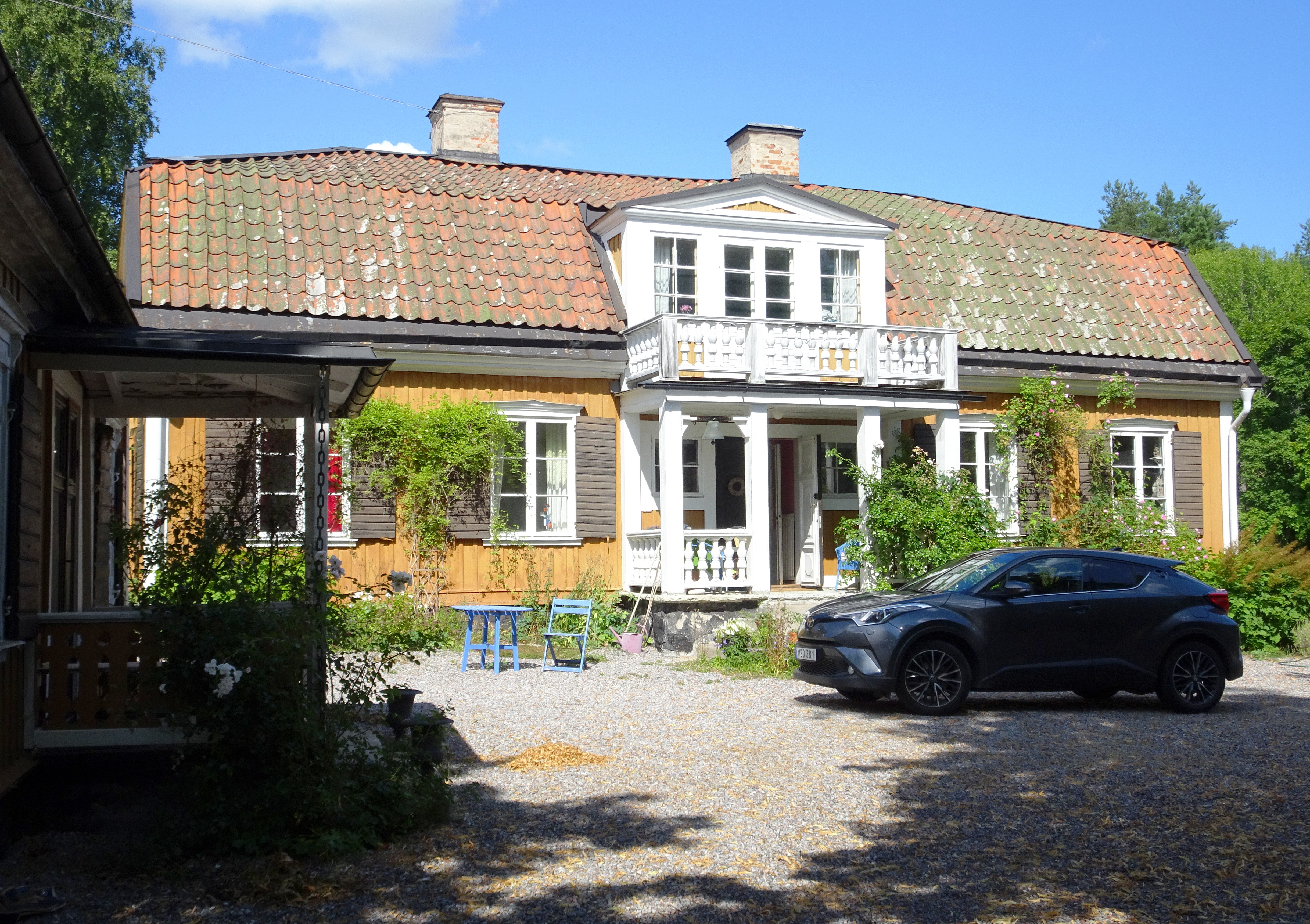
Rudboda gård, huvudbyggnad, 2021.

Rudboda gård är en gård och ett tidigare torp vid nuvarande Elfviksvägen 17 i kommundelen Rudboda i Lidingö kommun, Stockholms län. Rudboda gård gav kommundelen Rudboda sitt namn. Gården hör till kommunens kulturhistoriskt värdefulla områden. Gården är privatägd.

## Historia

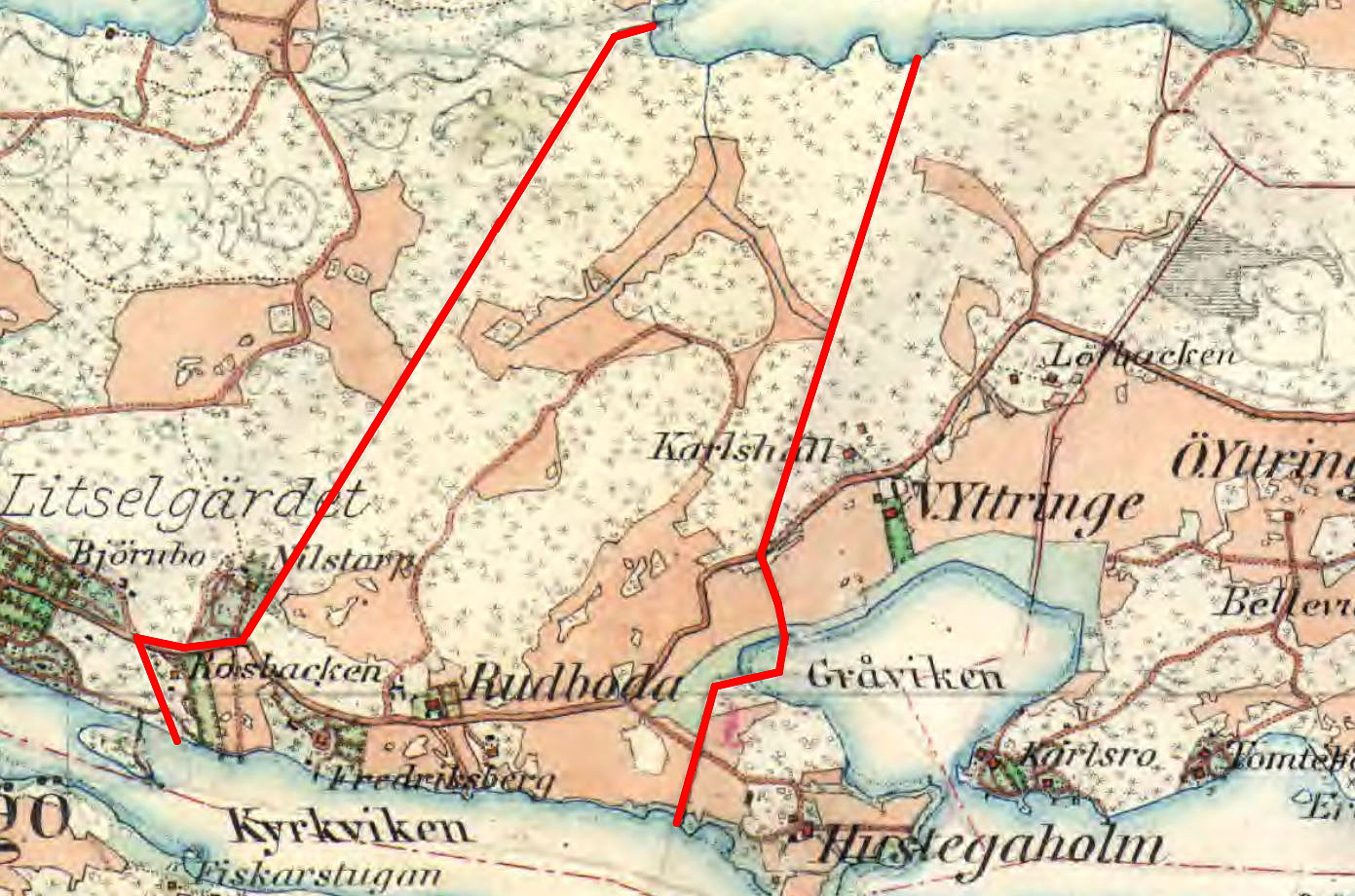
Rudbodas ägor kring år 1900.

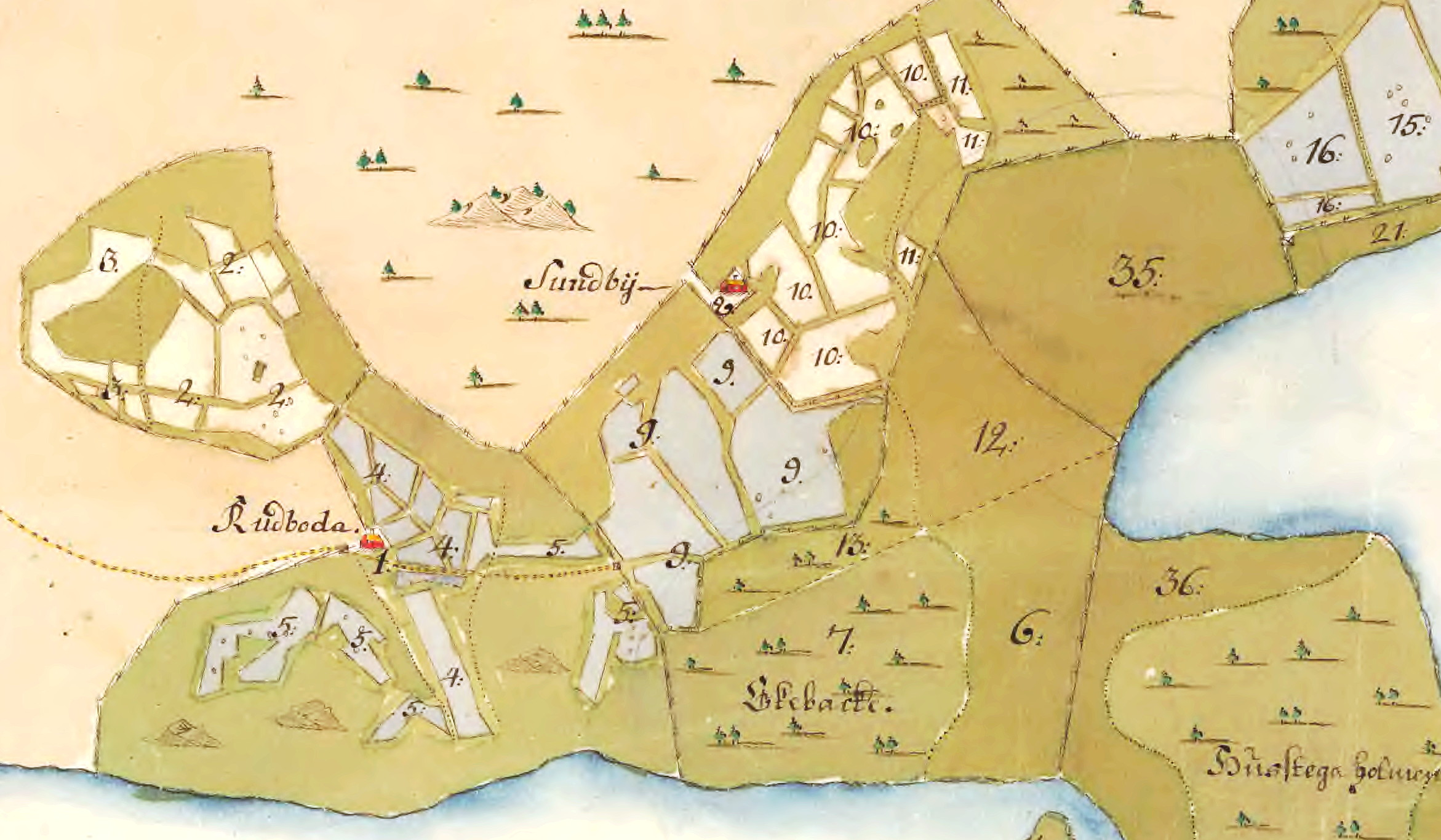
Rudboda och Sundby gårdar 1720.

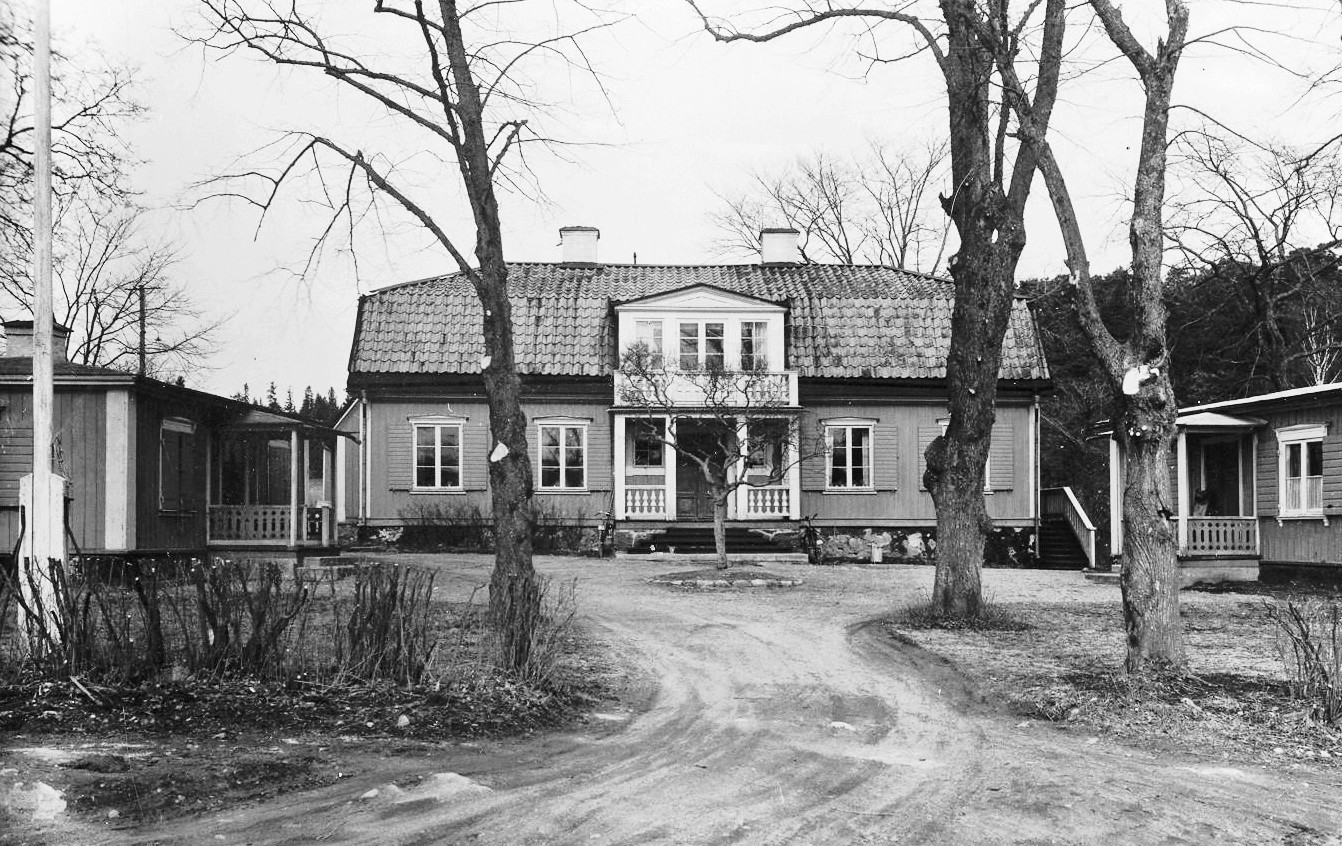
Huvudbyggnaden på 1950-talet.

Gården Rudboda var ursprungligen ett torp som omnämns i skrift redan 1381 som ruuddobodha. Ett "rudde" var den medeltida benämningen på röjd mark eller en uppodlad åkerteg. Gårdsnamnet betyder då ungefär ”boden vid nyodlingen”. Redan på järnåldern fanns här den förhistoriska gården Sundby som kring 1780 införlivades i Rudboda gård. Sundby låg strax nordost om Rudboda och utgör idag en fornlämning med RAÄ-nummer: Lidingö 36:1.
Släkten Banér på Djursholms gods ägde från 1500-talet och fram till 1774 samtliga gårdar på Lidingön. Gårdarna beboddes huvudsakligen av landbönder som utförde dagsverken under Djursholm som var fideikommiss. Hit hörde även Rudboda gård. I samband med avvecklingen av Djursholms fideikommiss 1774 förvärvades Rudboda av assessorn i kammarrevisionen Olof Lettström (1718-1786). 
Gården i sin nuvarande form skapades under grosshandlaren Karl Lempe vilken ägde Rudboda mellan 1793 och 1812. De båda fristående flyglarna i en våning byggdes år 1800 och huvudbyggnaden kom till 1811. Corps de logi har rektangulär plan och är uppförd i två våningar i liggtimmer. Fasaderna kläddes på 1840-talet med stående ockragul målad locklistpanel varvid byggnaden fick sitt karakteristiska utseende i senempir, i Sverige kallad Karl-Johanstil. Entrén accentueras av en frontespis med en kolonnburen altan. Taket är ett tidstypiskt brutet och valmat sadeltak.
Intill huvudbyggnaden finns ett rödmålat bostadshus i två våningar från 1850-talet vilket är Lidingös enda bevarade statarbostad. Huset inrymde förutom lägenheter med enkelrum för statarfamiljerna även ett stort spisrum för bak och tvätt. Till gården hör också några ekonomibyggnader bland annat en med en intressant så kallad skärmfasad. Nere vid Kyrkviken låg ett 1820 byggt bränneri och en smedja. 
Stället köptes 1839 av skräddarmästaren Gunnar Christiansson som moderniserade gårdens bebyggelse. Mangården panelades och gulmålades, flyglarna flyttades något, panelades och täcktes med låga, valmade plåttak. Med detta utseende presenterar sig gården fortfarande idag. Interiören förändrades också, en kolonnkakelugn i salen kvarstår dock.
År 1850 förvärvades Rudboda av den från Tyskland härstammande skräddarmästaren Fredrik August Schultze. Därefter stannade gården i Schultzes familj fram till 1906. I början av 1900-talet byggdes flera sommarvillor på gårdens ägor, bland annat Villa Rudalid vid Elfviksvägens södra sida. Villan blev så småningom tvåfamiljshus och senare klubbhus för en idrottsförening. Byggnaden är sedan 1988 plats för Rudalid montessoriförskola. Vid Rudalid fanns även en dansbana som revs 2016. 
Hela gårdsmiljön med huvudbyggnad, flyglar, ekonomibyggnad, statarbostad och delvis bevarad fruktträdgård är en autentisk gårdsmiljö från 1800-talets början som representerar höga miljö- och upplevelsevärden. Fastigheten Rudboda gård 1 har i detaljplanen från 1976 utpekats som område för kulturreservat, och fick en k-märkning vilket bland annat innebär att exteriören ej får förvanskas.

## Bilder

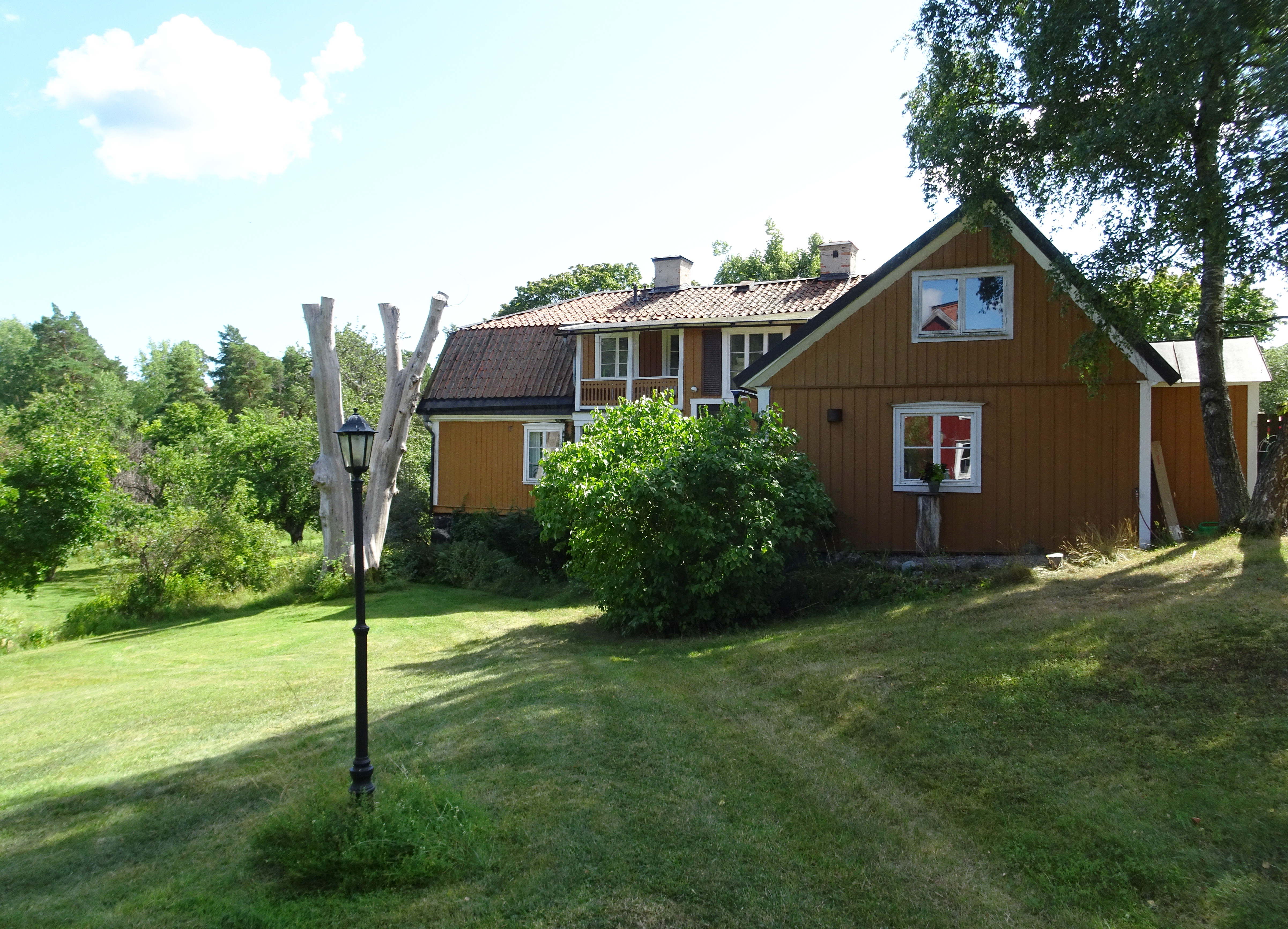
Huvudbyggnaden från väster.
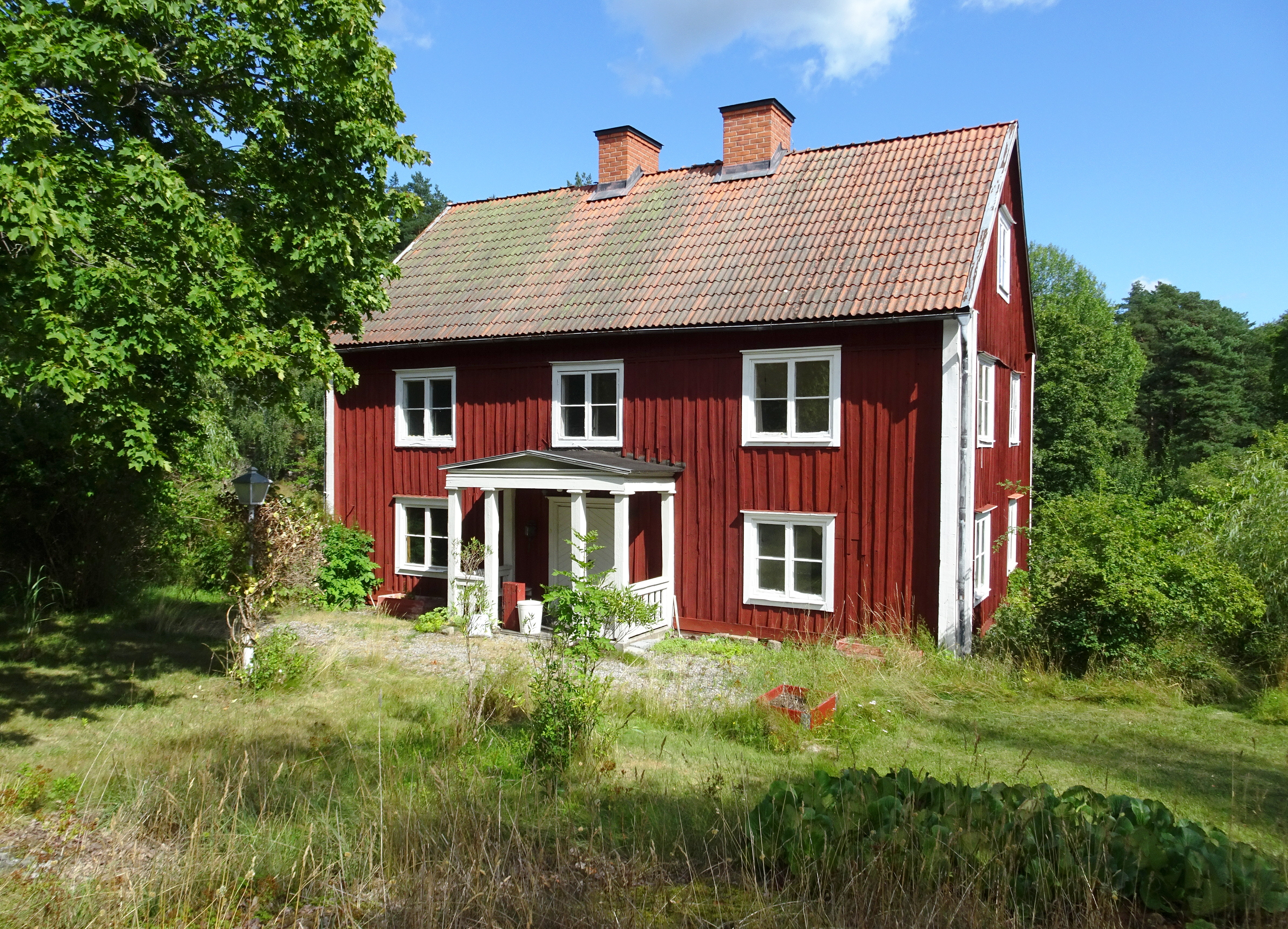
Före detta statarbostaden.
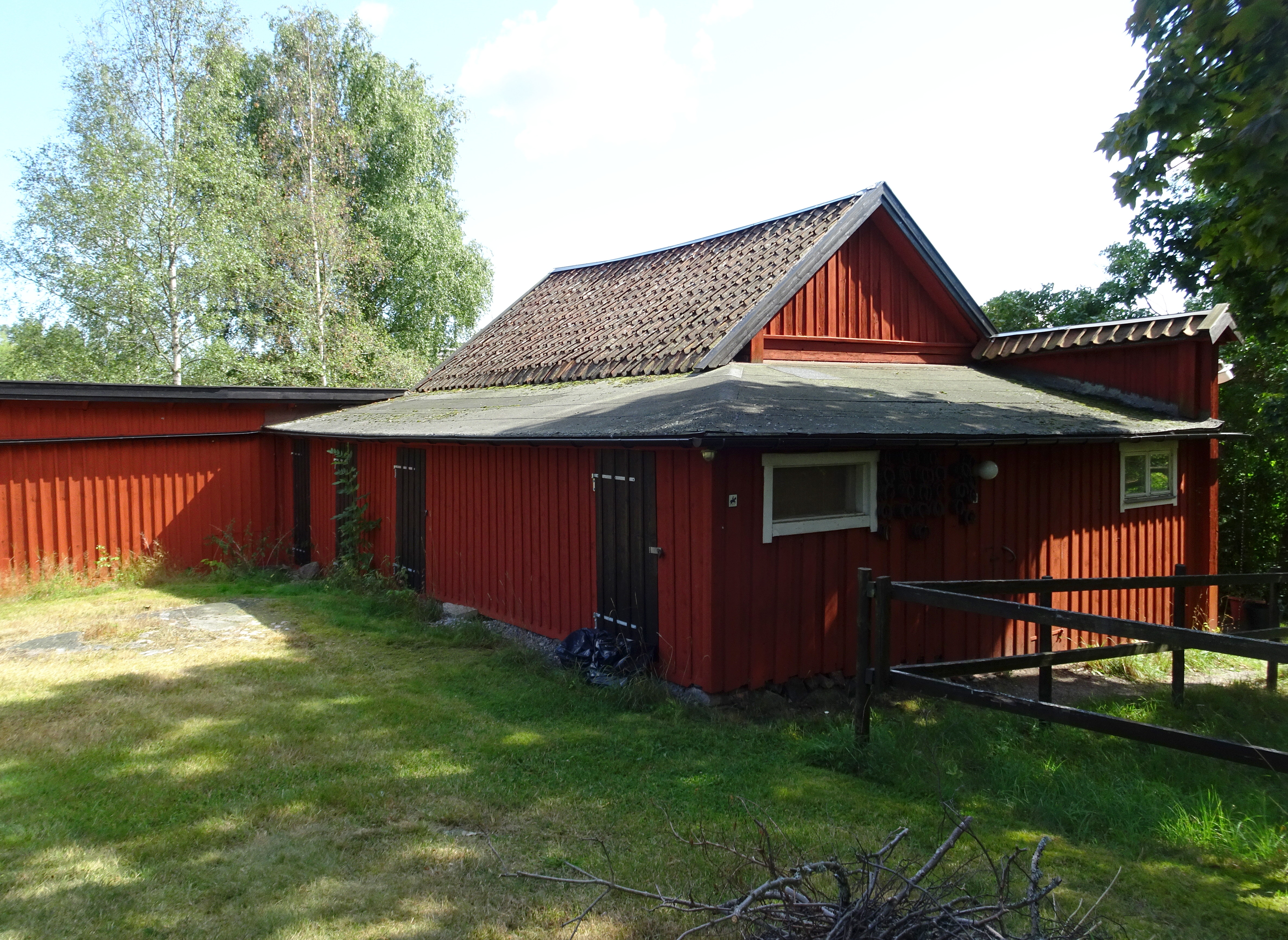
Ekonomibyggnader.
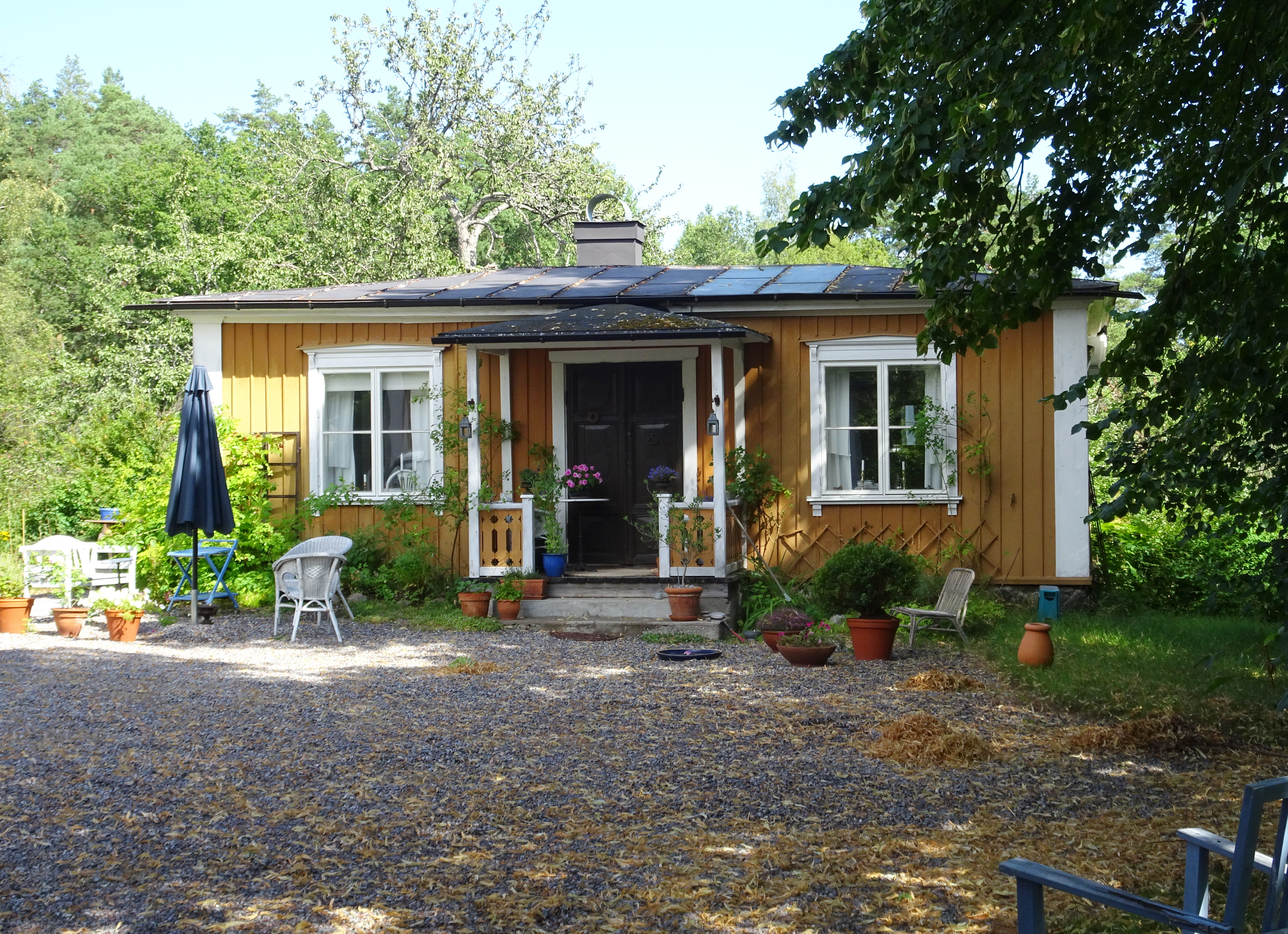
Östra flygeln.
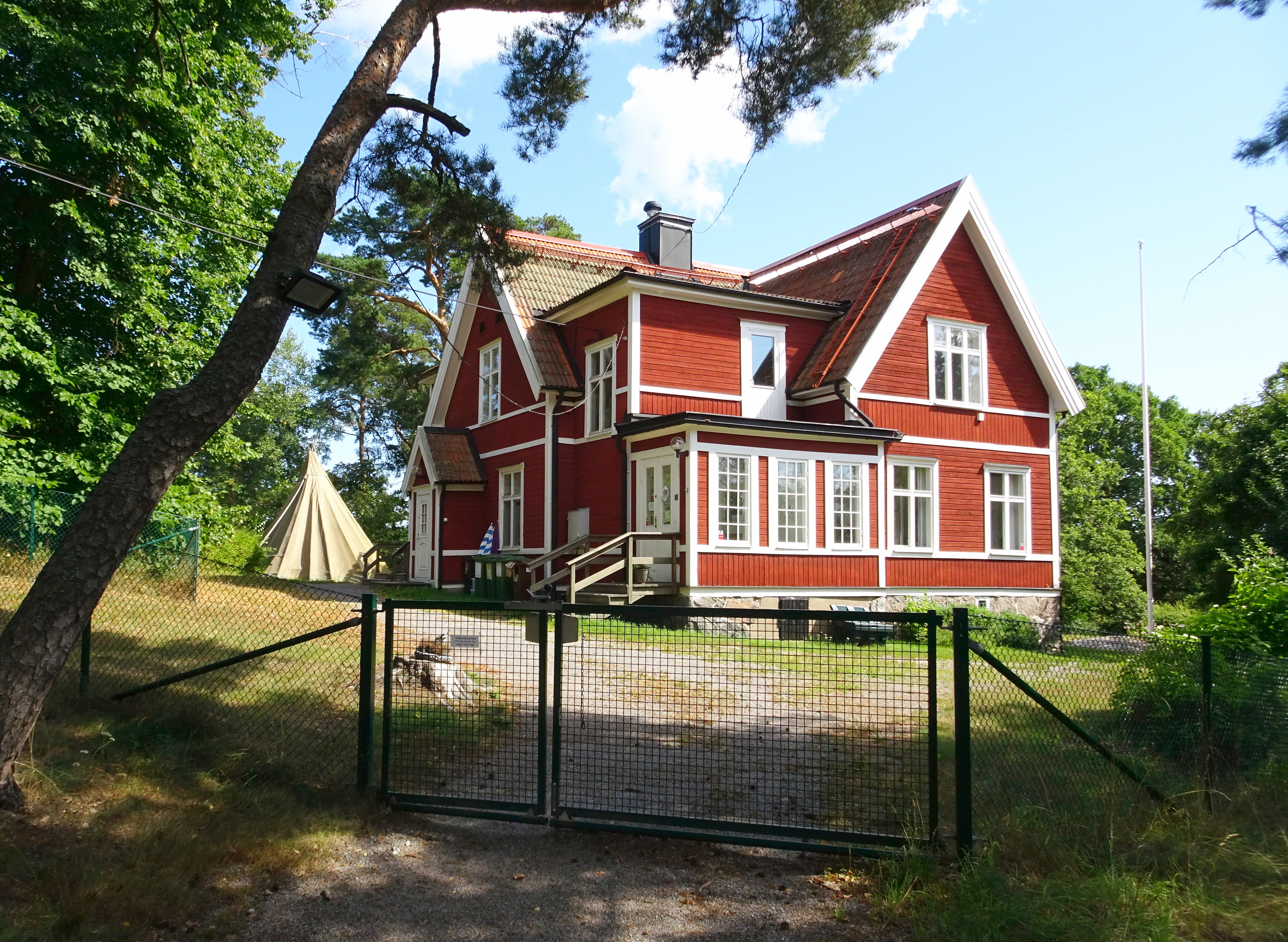
Sommarvilla Rudalid.